# Corynoptera contusa
Corynoptera contusa är en tvåvingeart som beskrevs av Werner Mohrig 1992. Corynoptera contusa ingår i släktet Corynoptera och familjen sorgmyggor.
Artens utbredningsområde är Spanien. Inga underarter finns listade i Catalogue of Life.